# Списак активних носача авиона
Овај списак носача авиона садржи све носаче авиона који су тренутно активно, у резерви или се конструиши или реконструишу.

## Списак држава са носачима авиона
| Држава                    | Активни | У резерви | Конструишу се | У реконструкцији |
| ------------------------- | ------- | --------- | ------------- | ---------------- |
| Сједињене Америчке Државе | 10      | 1         | 3             | 0                |
| Италија                   | 2       | 0         | 0             | 0                |
| Индија                    | 1       | 0         | 2             | 1                |
| Уједињено Краљевство      | 1       | 0         | 2             | 0                |
| Бразил                    | 1       | 0         | 0             | 0                |
| Кина                      | 1       | 0         | 0             | 0                |
| Француска                 | 1       | 0         | 0             | 0                |
| Русија                    | 1       | 0         | 0             | 0                |
| Шпанија                   | 1       | 1         | 0             | 0                |
| Тајланд                   | 1       | 0         | 0             | 0                |

## Активни носачи авиона
| Држава                    | Име                          | Дужина  | Тонажа    | Класа            | Погон          | Поринут             |
| ------------------------- | ---------------------------- | ------- | --------- | ---------------- | -------------- | ------------------- |
| Бразил                    | Сао Паоло (А12)              | 265m    | 32.800 т  | Клемансо         | конвенционални | 15. новембар 2000.  |
| Кина                      | Љаонинг (16)                 | 304m    | 67.500 т  | Адмирал Кузњецов | конвенционални | 25. септембар 2012. |
| Француска                 | Шарл де Гол (R91)            | 262m    | 42.000 т  |                  | нуклеарни      | 18. мај 2001.       |
| Индија                    | Вират (R22)                  | 227m    | 28.700 т  | Кентаур          | конвенционални | 20. мај 1987.       |
| Италија                   | Ђузепе Гарибалди (551)       | 180m    | 13.850 т  |                  | конвенционални | 30. септембар 1985. |
| Италија                   | Кавур (550)                  | 244m    | 30.000 т  |                  | конвенционални | 27. март 2008.      |
| Русија                    | Адмирал Кузњецов (063)       | 305m    | 55.200 т  | Адмирал Кузњецов | конвенционални | 21. јануар 1991.    |
| Шпанија                   | Хуан Карлос (L61)            | 230,82m | 27.071 т  |                  | конвенционални | 30. септембар 2010. |
| Тајланд                   | Чакри Наруебет (CVH-911)     | 183m    | 11.486 т  |                  | конвенционални | 10. август 1997.    |
| Уједињено Краљевство      | Илустриус (R06)              | 209m    | 22.000 т  | Инвизибл         | конвенционални | 20. јун 1982.       |
| Сједињене Америчке Државе | Нимиц (CVN-68)               | 333m    | 100.000 т | Нимиц            | нуклеарни      | 3. мај 1975.        |
| Сједињене Америчке Државе | Двајт Д. Ајзенхауер (CVN-69) | 333m    | 103.200 т | Нимиц            | нуклеарни      | 18. октобар 1977.   |
| Сједињене Америчке Државе | Карл Винсон (CVN-70)         | 333m    | 102.900 т | Нимиц            | нуклеарни      | 13. март 1982.      |
| Сједињене Америчке Државе | Теодор Рузвелт (CVN-71)      | 333m    | 106.300 т | Нимиц            | нуклеарни      | 25. октобар 1986.   |
| Сједињене Америчке Државе | Абрахам Линколн (CVN-72)     | 333m    | 105.783 т | Нимиц            | нуклеарни      | 11. новембар 1989.  |
| Сједињене Америчке Државе | Џорџ Вашингтон (CVN-73)      | 333m    | 105.900 т | Нимиц            | нуклеарни      | 4. јул 1992.        |
| Сједињене Америчке Државе | Џон Си Стенис (CVN-74)       | 333m    | 105.000 т | Нимиц            | нуклеарни      | 9. децембар 1995.   |
| Сједињене Америчке Државе | Хари С. Труман (CVN-75)      | 333m    | 105.600 т | Нимиц            | нуклеарни      | 25. јул 1998.       |
| Сједињене Америчке Државе | Роналд Реган (CVN-76)        | 333m    | 103.000 т | Нимиц            | нуклеарни      | 12. јул 2003.       |
| Сједињене Америчке Државе | Џорџ Х. В. Буш (CVN-77)      | 333m    | 104.000 т | Нимиц            | нуклеарни      | 10. јануар 2009.    |

## У резерви
| Држава                    | Име                      | Дужина | Тонажа   | Класа     | Погон          | Поринут            | Повучен           | У резерви до |
| ------------------------- | ------------------------ | ------ | -------- | --------- | -------------- | ------------------ | ----------------- | ------------ |
| Сједињене Америчке Државе | Ентерпрајз (CVN-65)      | 342m   | 94.700 т |           | нуклеарни      | 25. новембар 1961. | 2. децембар 2012. | 2013.        |
| Сједињене Америчке Државе | Кити Хоук (CV-63)        | 325,8m | 81.985 т | Кити Хоук | конвенционални | 21. април 1961.    | 31. јануар 2009.  | 2015.        |
| Шпанија                   | Принц од Астурије (R-11) | 196m   | 16.700 т |           | конвенционални | 30. мај 1988.      | 30. мај 2012.     |              |

## Носачи у изградњи или реконструкцији
| Држава                    | Име                     | Дужина | Тонажа    | Класа             | Погон          | Поринуће | Статус        |
| ------------------------- | ----------------------- | ------ | --------- | ----------------- | -------------- | -------- | ------------- |
| Индија                    | Викрамадитиа            | 283 m  | 44.570 т  | Адмирал Горшков   | конвенционални | 2013.    | тестира се    |
| Индија                    | Викрант                 | 262 m  | 40.000 т  | Викрант           | конвенционални | 2017.    | радови у току |
| Индија                    | Вишал                   | 320 m  | 65.000 т  | Викрант           | конвенционални | 2020.    | радови у току |
| Уједињено Краљевство      | Краљица Елизабета (R08) | 284 m  | 65.600 т  | Краљица Елизабета | конвенционални | 2016.    | радови у току |
| Уједињено Краљевство      | Принц од Велса (R09)    | 284 m  | 65.600 т  | Краљица Елизабета | конвенционални | 2018.    | радови у току |
| Сједињене Америчке Државе | Џералд Р. Форд (CVN-78) | 333 m  | 100.000 т | Форд              | нуклеарни      | 2016.    | радови у току |
| Сједињене Америчке Државе | Џон Ф. Кенеди (CVN-79)  | 333 m  | 100.000 т | Форд              | нуклеарни      | 2020.    | радови у току |
| Сједињене Америчке Државе | Ентерпрајз (CVN-80)     | 333 m  | 100.000 т | Форд              | нуклеарни      | 2025.    | наручен       |